# Las Bayas (Alicante)
Las Bayas (La Baia en valenciano) es una pedanía ubicada al sur-este del término municipal de Elche. Perteneciente a la comarca del Bajo Vinalopó y a la provincia de Alicante (España). Las Bayas está conformada por dos partidas rurales La Baya Alta y La Baya Baja (de ahí su nombre en plural), que a su vez comparten núcleo urbano, tradiciones y servicios. Y que sus vecinos identifican como una sola, llamándola La Baya (La Baia en Valenciano)

## Etimología
El nombre de Las Bayas está relacionado con La Sierra del Tabayá (Tabaià en valenciano, la cual se encuentra al Norte de la ciudad de Elche, y que sigue hacia el sur de la misma.). Es supuesto, que debió existir una parte más elevada de esta sierra, que estuvo ubicada en el término de esta pedanía. Y que hacía una separación ("tapia") entre la zona del interior de Elche y la costa marítima.
Onomasticon Cataloniae. Joan Coromines. Toponimia menor. La Baia y Tabaià.

## Geografía

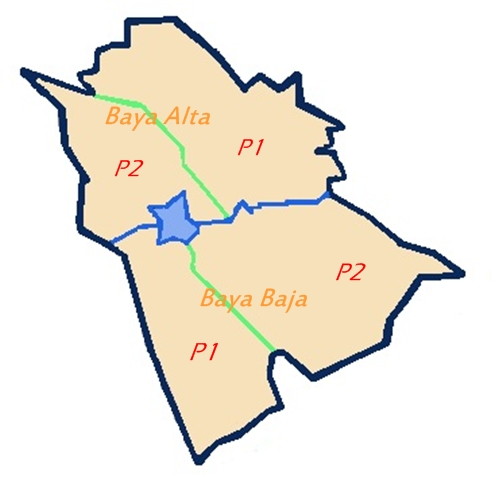
Mapa de Las Bayas.

La Baya está situada a 8,5 km del núcleo urbano de Elche, y 9 km de la vecina localidad de Santa Pola. El núcleo de esta partida rural está situado justo en el centro entre La Baya Alta, y La Baya Baja.
Además existe otro pequeño núcleo de población situado en el extremo sur de La Baya Baja, el cual recibe el nombre de Los Pinos. También cabe destacar que la pedanía está dividida en polígonos, para que sea más fácil la ubicación de las viviendas particulares, ya que se encuentran muy dispersas por el resto del territorio.
| Noroeste: Alzabares Bajo | Norte: Perleta  | Noreste: Alzabares Alto |
| Oeste: Asprillas         |                 | Este: Valverde (Elche)  |
|                          | Sur: Santa Pola |                         |

## Demografía
En la actualidad la población de La Baya es de 2.992 personas (según el último censo de 2018).Lo que la convierte en la tercera pedanía más poblada de Elche  superando a La Hoya (2.882) y Altabix (2.648), y por detrás de Torrellano (7.669), y El Altet (5.645). Hasta principios del 2000, la población de esta partida rural siempre había crecido de forma paulatina. Pero debido al boom de la construcción en los últimos años ha experimentado un gran aumento de la población proveniente en su gran mayoría del casco urbano de Elche2.Tanto es así, que la ciudad de las palmeras vuelve a tener repartida su población entre la ciudad y las pedanías como en 1970 2.

## Historia
La partida rural de La Baya es una de las más famosas de todo el Campo de Elche. Ya que a lo largo de su corta pero intensa historia, ocurrieron tres hechos que hicieron que se conociese a esta pedanía como “Un pueblo de hacer justicia Popular”3.
Suceso del 1938
Corría el año 1938, cuando había acampado por la zona un pequeño grupo de gitanos a los que acusaron numerosos robos. Una noche entraron dos de ellos en una casa de campo para robar. Después de maniatar al dueño, violaron a su mujer. Cuando los lugareños se enteraron, organizaron una batida con escopetas que llegó hasta Los Saladares, el paraje donde acampaban los gitanos. Allí mismo mataron a dos de ellos, en presencia de la Guardia Civil. Comentan que después de aquello los gitanos desaparecieron del lugar y que en decenas de años se cuidaron mucho de volver. Este suceso tuvo una repercusión nacional y se publicó en diarios de Madrid. La mujer que fue violada, pasó a ser denominada por la gente del pueblo "la Gitana".
Suceso del 1981
La historia se volvió a repetir de forma parecida a la de 1938. La gente de pueblo hartos e indignados de ser atemorizados y de sufrir robos en sus cosechas de alcachofas, decidieron intentar coger a aquellos que causaban tanta molestia. Los vecinos en esta ocasión atraparon a dos hombres que fueron acusados por los lugareños como los responsables de los hechos que les ocurrían. Los hombres fueron separados por los vecinos para escarmentarles e intentar sonsacarles quienes habían sido los causantes de los robos. Uno de ellos fue llevado al centro de la plaza para ser colgado del pino. Y el otro fue apartado y linchado para que contase todo lo ocurrido. Ninguno de ellos murió, pero si sufrieron un gran escarmiento, en el cual los “Bayeros” resolvieron los robos que tenían pendiente.
Suceso del 1984
Caso similar al que ocurrió pocos años atrás volvía a producirse de nuevo. Era 20 de febrero de 1984, cuando un grupo de alrededor de unos 200 vecinos se juntaron en la plaza de la Primavera donde está plantado el famoso “Pi de La Baia”, para escarmentar a un joven (Fernando A. P. de 15 años de edad) al cual se le acusaba del presunto robo de un coche. Los vecinos hartos de padecer robos y destrozos en los últimos años, lincharon al joven y ataron una cuerda en forma de soga al tronco del pino. Después colgaron al muchacho y le dieron unos cuantos tirones, que le produjeron magulladuras en el cuello. Estos hechos acabaron cuando la Guardia Civil llegó al pueblo, y se llevó al joven.
Candidato a árbol del año en España 2021 . Este popular pino está entre los finalistas a ‘Candidato Español a Árbol Europeo 2021’. La candidatura ha sido presentada por asociación juvenil BaiaJovens, y ha conseguido entrar entre las 12 mejores de la gran final española, que han sido elegidas por un jurado nacional. Durante 4 semanas se podrá votar a través de la página web oficial del concurso, y el día 27 de noviembre del 2020 se conocerá a la candidatura ganadora, que representará a España en la final europea 2021.
```
                                            A partir de estos sucesos se hizo muy popular en toda la comarca el dicho de:
```

```
                                                                   
"EN LA BAYA TE VEAS"
```

```
                                                       Dicho a una persona cuando no se le desea nada bueno.
```

## Economía
La economía tradicional de La Baya es la agricultura, ya que sus tierras siempre han sido muy fértiles. Esto es debido al que en el pasado formaron parte de “L’abufereta d’Elx”4, hasta que en el siglo XVIII fue desecada casi en su totalidad, quedando solo como partes húmedas Las Salinas de Santa Pola y El Hondo de Elche.
El tipo de cultivo que se cosecha en estas tierras es tanto de secano (almendros, y avena), como de regadío (alcachofas, melones y sandías, naranjos, etc.).Este último, empezó su desarrollo gracias a que en 1915 la sociedad “Riegos del progreso”5 trajo hasta el campo de Elche aguas dulces. Conocidas popularmente como agua del Progreso, y que fueron 480 litros por segundo procedentes de los azarbes Mayayo, Culebrina, Enmedio, Acierto y Pineda. La gente de Las Bayas manifestó su alegría a través de los versos del "tío Fregior" que decían:
```
                                         
"Buena es el agua del Progreso,

                                          
pero vacía las carteras.

                                          
La del cielo vale algo más,

                                          
hace más altas las gavillas

                                          
y no nos cuesta dinero."
```

Pero sin duda el cultivo más importante y numeroso es la “Granda Mollar del Camp d'Elx”, que desde 2015 tiene denominación de origen protegida (DOP) 6. Esta fruta tiene unas características y cualidades que la diferencian del resto de granadas. Destaca por su dulzor particular, su blanda pepita (prácticamente no se aprecia y es comestible) y su color exterior que oscila desde el crema al rojo intenso en función de la exposición que ha tenido la fruta en el árbol.
A raíz de la importancia de la agricultura en esta pedanía y de la necesidad de defender sus producciones de forma que pudieran obtener un beneficio digno. En 1979, un grupo de 28 agricultores se unieron para formar la cooperativa Cambayas7 Archivado el 8 de mayo de 2013 en Wayback Machine.. Debido al buen funcionamiento de esta, en 1982 crearon un nuevo almacén más grande que es la ubicación que tienen hoy día.
En la actualidad este sector esta en decadencia, esto se debe a dos motivos. El primero de ellos es por la escasez de agua en el territorio. Y el segundo, por las generaciones futuras no quieren heredar el legado de sus padres y abuelos, y cada vez más hay más campos sin cultivos en esta partida rural.

## Política
En la actualidad La Baya tiene un alcalde/sa pedáneo que es elegido por los habitantes de la pedanía (desde 2015). El cual es el ganador de las elecciones , donde la gente de la pedanía participa con sus votos. El alcalde/sa pedáneo es un vecino de la partida rural . Cuando se nombraron los primeros alcaldes pedáneos Las Bayas tenía dos, uno para La Baya Alta y otro para La Baya Baja.
Primeros alcaldes pedáneos:
Jaime Agulló y Sempere: fue nombrado alcalde pedáneo de la pedanía ilicitana de La Baya Baja en cabildo ordinario el 14 de agosto de 1867.
José Antón y Jaén: fue nombrado alcalde pedáneo de La Baya Alta en cabildo ordinario el 14 de agosto de 1867.
FUENTES:
Actas municipales (a169 pág.177).
Pero desde hace ya bastantes años solo hay uno para las dos partidas rurales. Durante esta legislatura el representante de La Baya es Francisco Peréz Soler más conocido como “Paco El Panaer”. El cual pertenece al PP (Partido Popular), y que relevó en el cargo a Margarita Canals Boix, que era representante del PSOE (Partido Socialista Obrero Español).

## Patrimonio artístico
La Torre de Asprillas o más conocida por los habitantes de La Baya como “Casa gran d’Asprella”10 (enlace roto disponible en Internet Archive; véase el historial, la primera versión y la última).. Se trata de una torre de planta cuadrada rematada por una corona de almenas piramidales. En uno de sus lados presenta adosada una torre cilíndrica, estrecha y con una cubierta cónica, y que sin duda no corresponde a la construcción original.
La torre está adosada a una vivienda de grandes dimensiones que la envuelve por completo. Ha sido rehabilitada y se encuentra en buen estado de conservación, pero ha sido muy deformada por las modificaciones. En la actualidad es una propiedad privada, pero en su día fue propiedad privada de Luis Manuel Roca de Togores y Roca de Togores Carrasco y Albuquerque I Marqués de Asprillas11.

La Ermita de San Andrés antigua fue descrita por Montesinos «En la Partida titulado de la Baya, a legua y media de distancia de la Villa de Elche, en terreno llano y muy dilatado, se halla la bien hermosa Ermita del Glorioso Sn. Andrés Apóstol, es rural, sin dotación alguna; fundada por sus vecinos labradores en el año 1728, con licencia del Ilmo. Sr. Dn. Fray Salvador Josef Rodríguez de Casteliblanco, Obispo de Orihuela».
La antigua ermita fue derribada en la década de 1980.En su lugar los vecinos de La Baya construyeron un nuevo templo más grande, y con del mismo nombre según el proyecto del arquitecto Antonio Serrano Bru. Desde su construcción tan solo se ha añadido un elemento, el reloj del campanario.

## Servicios sociales
Al igual que su población, los distintos servicios han ido creciendo. En la actualidad el pueblo cuenta con dos bancos, varias cafeterías, peluquerías, supermercados, una papelería, panadería, etc.  En cuanto a servicios públicos se refiere, La Baya posee:
Un colegio de enseñanza bilingüe (Valenciano/Castellano) que tiene más de 30 años, que ha sido ampliado recientemente, en el cual se imparten clases de educación infantil y primaria12.
Un polideportivo que está en primera fase de construcción 13.
Un servicio de biblioteca itinerante (llamado Bibliobus)14.
Un centro social que fue inaugurado en 2007, donde en su interior alberga el centro de salud, oficina del consumidor (OMAC), salón de actos, despachos para las asociaciones, y salas donde se realizan multitud de cursos15.
Un punto limpio móvil situado junto al Centro social los martes de 17:30 hasta 20:30 h
Y servicio de bus interurbano para conectar la pedanía con Elche hay servicio de autobús de lunes a sábado.

## Fiestas
La Baya es una de las pedanías más activas del campo de Elche. Sus fiestas patronales 21 son en honor a San Andrés Apóstol y están divididas en dos partes. Debido a que la festividad de su patrón es celebrado a finales de noviembre, por tanto los actos que requieren un mejor tiempo se celebran en verano. Entre las gentes de pueblo son conocidas como “Les Festes d’estiu” (las fiestas de verano en castellano), y “Les festes d’hivern” (las fiestas de invierno en castellano).

Festes d’estiu
Son celebradas a finales de agosto y principios de septiembre. En ellas se organizan actos como:
“El sopar de cabasset" es una cena que se celebra en el patio del colegio de dicha pedanía, donde la comisión de fiestas pone mesas y sillas (que previamente han sido reservadas por la gente que desea asistir) y la gente que participa trae su propia cena de su casa. Además esta noche se da el “pistoletazo de salida” a las fiestas, con la presentación de los cargos festeros de La Baya, y el pregón de fiestas. Una vez terminados estos actos un grupo de música amenizará la noche hasta bien entrada la madrugada.
“La Charanga” 17 es un desfile humorístico que se realiza por todo el pueblo (que es muy característico de toda la comarca), donde las gentes de Las Bayas se disfrazan con la finalidad o bien de realizar una crítica a algo que ha ocurrido en la partida a lo largo del año, o con algún disfraz original. Ya que una vez terminado el desfile la comisión de fiestas entrega premios a los más originales.
Imposición de bandas y fajines a los nuevos cargos festeros y a las nuevas reinas y damas de Las Bayas y Asprillas. Acto al que acuden las reinas y damas de Elche, y las comisiones de U.FE.C.E (Unión de Festeros del Campo de Elche).
Además durante dos fines de semana la Asociación Juvenil “Baia Jovens” instala una barraca con música actual para los más jóvenes.
Las fiestas de verano concluyen con el “torneo 24h de fútbol sala”.
Festes d’hivern.
Son las más importantes de la partida y son celebradas a finales de noviembre y principios de diciembre. Entre los actos que se realizan cabe destacar:
La marcha en bicicletas por toda la partida rural que finaliza con un gran almuerzo en el polideportivo.
“La Nit del Xocolate” noche donde la comisión de fiestas contrata a un grupo de música para amenizar la noche, y sobre la una de la madrugada reparte chocolate caliente y suizos entre los que estén presentes en el recinto “fester”.
Y el último día de las fiestas se celebra por la mañana la ofrenda de flores, al acabar se lanzar una pequeña “mascletà”. Y por la tarde/noche se realiza la procesión del patrón y al acabar se lanza un castillo de fuegos artificiales para poner punto final a las fiestas de La Baya18.

Otras fiestas
A lo largo de todo el año también se celebran y se realizan otro tipo de actividades promovidas por la comisión de fiestas, la asociación juvenil, o la asociación de vecinos. Las más destacadas son:
La cabalgata de Reyes en la noche del 5 de enero al 6. Donde al final la misma, sus Majestades los Reyes Magos de Oriente hacen la entrega de regalos 20.
Desfile de Carnaval organizado por el colegio de La Baya.
“L’estiu al carrer”(el verano en la calle en castellano) es celebrado por la asociación juvenil, con la realización de varias actividades para dar fin a la temporada de dicha asociación.
Procesión de San Pedro Apóstol a finales de julio por las calles de Las Bayas, para culminar las fiestas patronales de la vecina pedanía de Asprillas, que son organizadas por los “Festers d’Asprella”.
La Guerra de las Carretillas19 que se celebra el 13 de agosto para las fiestas municipales de Elche. Las Bayas junto al centro de Elche son los dos únicos lugares legalmente acotados para el lanzamiento de estos artefactos pirotécnicos tan típicos el día de “la nit de l’albà”.
Halloween fiesta que originariamente proviene de los Estados Unidos de América, y que en la última década es celebrada por los más pequeños del pueblo, disfrazándose de personajes de terror, y pidiendo caramelos por las casas. También cabe decir que la asociación juvenil realiza una pequeña fiesta de disfraces, e incluso un castillo del terror.
Desfile de Papa Noel el 24 de diciembre.

## Lengua
En Las Bayas la lengua predominante es el valenciano, ya que es la lengua materna de casi la totalidad de la población, y que todo el mundo entiende y sabe hablar. Sin embargo debido al boom experimentado por la pedanía en la última década, donde se incrementó la inmigración, y los flujos de movimiento de personas que se fueron a vivir al campo de Elche.
El número de castellanos parlantes ha experimentado un leve crecimiento en la población. Como consecuencia en el colegio de la pedanía que siempre había sido de enseñanza en valenciano, en la actualidad es un colegio de enseñanza bilingüe. En donde de cada curso (hasta sexto de primaria) hay una línea en valenciano, y otra en castellano.

Por otra parte, la variedad dialectal valenciana que se habla es el subdialecto alicantino22. Destacan, como elementos lingüísticos característicos, la pérdida de la d intervocálica final (cansada = /cansà/); la asimilación vocálica (terra = /tɛrrɛ/); el uso de la ese sonora en la terminación -ció (combinació = /combinazió/) y en las s finales de palabra seguidas de vocal; léxico autóctono (mamola, arritranco,, encarnat, encarnella); etc. Y que contiene gran cantidad de castellanismos como: assul (por blau), mueble (por moble), llimpiar (por netejar), gafes (por ulleres), ha hi (por hi ha).

## Gastronomía
La gastronomía de Las Bayas es la misma que en toda la comarca de Bajo Vinalopó.
Gracias a los magníficos productos que se cultivan en el campo de esta partida rural y a la cercanía con el municipio pesquero de Santa Pola existen una gran variedad de platos.

Entre los más conocidos y elaborados se encuentran; 
- Arroz con costra o con conejo y caracoles.

- Puchero “en terongetes” (pelotas en castellano) típico del día de Navidad y Año nuevo.

- Olla Podría.

- Pipes i Carasses (bacalao con pimiento muy picante).

- Coca de "mollitas",a la calda, de verduras o de pisto.

- “Frità” (tomate frito con magro).

Como postres podemos encontrar Pan de Calatrava, tarta de Elche (tarta de merengue y almendras), “Coca Boba”, “rollitos de anis” o "fogasetes" (fogasetas en castellano, o como en otros lugares son conocidas  “Toñas”) típicas de Pascua.

## Deporte
El C.D. Las Bayas 23 se creó en 1994 y durante muchos años niños y adultos tuvieron la oportunidad de iniciarse en su deporte favorito, y ahora algunos son profesionales.
Tras unos años de descanso, el 26 de noviembre de 2009 varios padres, madres y vecinos retomaron las riendas del club con muchas ganas e ilusión.
Su objetivo principal es divulgar, fomentar, y educar los valores que ofrece el deporte. Además de ofrecerles la oportunidad de practicar su deporte favorito, y compartir buenos momentos con amigos y familiares. En esta nueva etapa se ha logrado consolidar 4 equipos (Alevín, Benjamin, Prebenjamin, FutboBase "escuela") que gracias a sus entrenadores voluntarios, padres, madres y amigos, consiguen hacer crecer este club e ilusionarnos día a día.
Las Bayas United es un equipo amateur de fútbol 7, que actualmente compite en la 6ª división de la Liga ElcheF7. Fundado el 3 de agosto de 2023, el equipo ha emergido como una entidad destacada dentro del ámbito del fútbol amateur de la región.
Historia

Escudo Las Bayas United

Las Bayas United fue establecido por un grupo de jóvenes entusiastas del fútbol local. La idea de formar un equipo surgió durante una pachanga entre amigos que compartían una misma pasión por el fútbol. Decididos se unieron para fundar Las Bayas United, marcando así el inicio de una nueva era en el panorama del fútbol amateur de la pedanía.
Competición
Las Bayas United compite en la Liga ElcheF7, una liga local de fútbol 7 que cuenta con múltiples divisiones. El equipo se encuentra en la 6ª división en la actualidad, tras conseguir el tan ansiado ascenso en La Liga Clausura 2025,aspira a ascender y mejorar su posición en el futuro mediante trabajo y dedicación por parte de sus miembros.

## Asociaciones
Comisión de fiestas de Las Bayas: son los encargados de celebrar las fiestas patronales de la partida rural, y de elegir a los cargos festeros para que representen a La Baya por todo el término municipal.

Asociación Juvenil Baia Jovens: son los encargados de promover y celebrar actividades o intercambios dedicados a los más jóvenes del pueblo.

Asociación de Vecinos: son lo encargados de promover y realizar actividades, de pedir servicios o infraestructuras, y de prestar ayuda a toda la gente de Las Bayas.

A.M.P.A: son las madres y padres que se encargan de proteger y cuidar los derechos de los niños del colegio de La Baya.

Costaleras de San Andrés y San Pedro: son las encargadas de sacar en procesión a los patrones de La Baya y Asprillas. Ya que hasta que este grupo de mujeres no se encargó de esta tarea, era un grupo de hombre que minutos antes de empezar la procesión, se ofrecían voluntarios para sacar al santo.

## Vecinos ilustres
José Canals Jiménez "El Mestre Canaletes": vecino de la pedanía de Perleta que impartía clases por toda la zona sur del campo de Elche.
Salvador Giménez Baeza “El tío Ximenez”: hombre que conoció la Primera y Segunda Guerra Mundial, la Guerra Civil,  que paso su vida fuera de España para buscar trabajo, y que hasta la fecha ha sido el vecino que más años ha llegado a vivir, un total de 106 años.
Vicente Alarcón Macià "el tío Fregior" 24: que también era uno inspirado poeta festivo en valenciano. Escribió un sainete titulado "El tenorio de Alsabares ". También colaboraba asiduamente, tanto en prosa como en verso, en los diarios de la época. Murió en el año 1922.
Paco Pérez y Cecilia Amorós “El Panaer i la Panaera”25: son los propietarios de la Panadería Paco una de las mejores y más populares panaderías de la comarca. Que fue fundada en 1982 siendo la primera panadería de Las Bayas. En la actualidad posee 5 despachos en propiedad y provee a más de 30 establecimientos.

Silvia Soler Espinosa 26: es una tenista profesional nacida el 19 de noviembre de 1987 en Las Bayas (Elche, Alicante). La tenista española ha ganado 3 títulos del circuito ITF , es la número 81 en el ranking mundial, y ha participado en dos ocasiones en el Grand Slam (Roland Garros y US Open), y en los juegos Olímpicos de Londres 2012.
Verónica Rosillo Pérez 27: nació 26 de mayo de 1985 en Elche (Alicante), y a los 11 años de edad se trasladó a Las Bayas con toda su familia. En una gala celebrada en el puerto de Alicante fue elegida Miss Alicante 2009 para representar a la provincia a nivel nacional. Posteriormente participó en el certamen de Miss España 2009 que se celebró en La Rivera Maya (México).
La Familia Alemany: son los propietarios del “El Casino”. El primer restaurante de La Baya, y uno de los más conocidos de la zona debido a su delicioso arroz con costra (plato típico de Elche). Este restaurante en sus comienzos y en la actualidad, además de hacer la función propia de un restaurante, también es el punto de encuentro de muchos de los hombres de Las Bayas, que después de la jornada de trabajo van a tomarse una copa jugando al dómino o a las cartas. Además esta familia posee una calle con su apellido en el pueblo.
Vanessa Amorós Quiles 28 (enlace roto disponible en Internet Archive; véase el historial, la primera versión y la última).: nació el 7 de diciembre de 1982 en Las Bayas (Elche). Es una jugadora profesional del balonmano español. En la actualidad milita el Mecalia Atlético Guardés (Galicia, España), donde juega en la posición exterior diestra. Vanessa posee un extenso palmarés:

Campeona de España cadete 1997 y juvenil 1999
Campeona Copa Latina Juvenil y Júnior
Liga ABF (2007/2008)
Subcampeona de Europa Copa EHF (2006/2007)
Subcampeona de Europa Copa EHF (2009/2010)
Cuartos de final Copa EHF (2007/2008)
Supercopa (2008/2009)
Subcampeona liga ABF (2009/2010) y (2010/2011)
Subcampeona Copa la Reina (2009/2010) y (2010/2011)
Mejor deportista de Elche 2001
Diploma Olímpico, 6.º puesto en los Juegos Olímpicos de Atenas 2004
5.º puesto Mundial de Croacia (clasificatoria para el preolímpico) 2003
62 veces internacional Absoluta
32 veces internacional Júnior
15 veces internacional Juvenil
Dátil d'or 2013 29
Pero sin duda sus tres grandes éxitos han sido la consecución del bronce en el mundial de balonmano de Brasil 2011, y la participación en los juegos olímpicos de Atenas 2004, y Londres 2012. Donde consiguió con la selección española femenina de balonmano el bronce, convirtiéndose así en la primera vecina de Las Bayas en ganar una medalla olímpica.